# Ropalopus speciosus
Ropalopus speciosus là một loài bọ cánh cứng trong họ Cerambycidae.